# Mistrzostwa Czterech Kontynentów w Łyżwiarstwie Figurowym 2015
Mistrzostwa czterech kontynentów w łyżwiarstwie figurowym 2015 – 17. edycja zawodów rangi mistrzowskiej dla łyżwiarzy figurowych z Azji, Afryki, Ameryki oraz Australii i Oceanii. Mistrzostwa odbywały się od 10 do 15 lutego 2015 w hali Mokdong Ice Rink w Seulu.
Wśród solistów zwyciężył Kazach Dienis Ten, natomiast wśród solistek triumfowała reprezentantka Stanów Zjednoczonych Polina Edmunds. W konkurencji par sportowych złoto zdobyli Kanadyjczycy Meagan Duhamel i Eric Radford, zaś w konkurencji par tanecznych tytuł wywalczyli ich rodacy Kaitlyn Weaver i Andrew Poje.

## Kwalifikacje
W zawodach mogli wziąć udział reprezentanci czterech kontynentów: Azji, Afryki, Ameryki oraz Australii i Oceanii, którzy przed dniem 1 lipca 2014 roku ukończyli 15 rok życia. W odróżnieniu od innych zawodów rangi mistrzowskiej w łyżwiarstwie figurowym, każdy kraj może wystawić 3 reprezentantów w każdej konkurencji, niezależnie od wyników osiągniętych przed rokiem.
Warunkiem uczestnictwa zawodników wytypowanych przez krajową federację jest uzyskanie minimalnej oceny technicznej (TES) na międzynarodowych zawodach ISU w sezonie bieżącym lub poprzednim. Punkty za oba programy mogą być zdobyte na różnych zawodach. ISU akceptuje wyniki, jeśli zostały uzyskane na międzynarodowych konkursach uznawanych przez ISU na co najmniej 21 dni przed pierwszym oficjalnym dniem treningowym mistrzostw.
| Minimalna ocena techniczna (TES) | Minimalna ocena techniczna (TES) | Minimalna ocena techniczna (TES) |
| Konkurencja                      | SP / SD                          | FS / FD                          |
| -------------------------------- | -------------------------------- | -------------------------------- |
| Soliści                          | 25                               | 45                               |
| Solistki                         | 20                               | 36                               |
| Pary sportowe                    | 20                               | 36                               |
| Pary taneczne                    | 19                               | 29                               |

## Kalendarium
- 12 lutego – taniec krótki, program krótki par sportowych i solistów,
- 13 lutego – taniec dowolny i program krótki solistek,
- 14 lutego – program dowolny par sportowych i solistów,
- 15 lutego – program dowolny solistek i pokazy mistrzów.

## Klasyfikacja medalowa
| L.p. | Reprezentacja     | Złoto | Srebro | Brąz | Razem |
| ---- | ----------------- | ----- | ------ | ---- | ----- |
| 1    | Kanada            | 2     | 0      | 0    | 2     |
| 2    | Stany Zjednoczone | 1     | 2      | 1    | 4     |
| 3    | Kazachstan        | 1     | 0      | 0    | 1     |
| 4    | Chiny             | 0     | 1      | 2    | 3     |
| 5    | Japonia           | 0     | 1      | 1    | 2     |

## Wyniki

### Soliści
| Poz.                                 | Zawodnik           | Reprezentacja     | Nota łączna | SP | SP    | FS | FS     |
| ------------------------------------ | ------------------ | ----------------- | ----------- | -- | ----- | -- | ------ |
| 1                                    | Dienis Ten         | Kazachstan        | 289,46      | 1  | 97,61 | 1  | 191,85 |
| 2                                    | Joshua Farris      | Stany Zjednoczone | 260,01      | 5  | 84,29 | 2  | 175,72 |
| 3                                    | Yan Han            | Chiny             | 259,47      | 3  | 87,34 | 4  | 172,13 |
| 4                                    | Daisuke Murakami   | Japonia           | 256,47      | 6  | 82,86 | 3  | 173,61 |
| 5                                    | Shōma Uno          | Japonia           | 256,45      | 2  | 88,90 | 5  | 167,55 |
| 6                                    | Jason Brown        | Stany Zjednoczone | 243,21      | 9  | 75,86 | 6  | 167,35 |
| 7                                    | Takahito Mura      | Japonia           | 235,75      | 4  | 84,88 | 7  | 150,87 |
| 8                                    | Misza Ge           | Uzbekistan        | 226,20      | 7  | 82,25 | 9  | 143,95 |
| 9                                    | Wang Yi            | Chiny             | 214,76      | 10 | 72,83 | 11 | 141,93 |
| 10                                   | Adam Rippon        | Stany Zjednoczone | 212,30      | 12 | 68,37 | 10 | 143,93 |
| 11                                   | Nam Nguyen         | Kanada            | 209,33      | 14 | 63,78 | 8  | 145,55 |
| 12                                   | Jeremy Ten         | Kanada            | 207,75      | 8  | 77,09 | 14 | 130,66 |
| 13                                   | Ronald Lam         | Hongkong          | 202,81      | 13 | 63,89 | 12 | 138,92 |
| 14                                   | Liam Firus         | Kanada            | 199,81      | 11 | 70,21 | 16 | 129,60 |
| 15                                   | Kim Jin-seo        | Korea Południowa  | 199,64      | 17 | 61,53 | 13 | 138,11 |
| 16                                   | Denis Margalik     | Argentyna         | 191,25      | 18 | 60,81 | 15 | 130,44 |
| 17                                   | Brendan Kerry      | Australia         | 181,25      | 16 | 63,23 | 18 | 118,02 |
| 18                                   | Lee June-hyoung    | Korea Południowa  | 180,06      | 15 | 63,35 | 19 | 116,71 |
| 19                                   | Chih-I Tsao        | Chińskie Tajpej   | 178,46      | 21 | 55,27 | 17 | 123,19 |
| 20                                   | Abzał Rakimgalijew | Kazachstan        | 168,10      | 19 | 57,54 | 20 | 110,56 |
| 21                                   | Guan Yuhang        | Chiny             | 162,51      | 22 | 54,99 | 21 | 107,52 |
| 22                                   | Julian Zhi Jie Yee | Malezja           | 157,35      | 20 | 57,02 | 22 | 100,00 |
| 23                                   | Byun Se-jong       | Korea Południowa  | 154,20      | 23 | 54,20 | 23 | 100,00 |
| 24                                   | Harry Hau Yin Lee  | Hongkong          | 134,10      | 24 | 51,10 | 24 | 83,00  |
| Nie awansowali do programu dowolnego |                    |                   |             |    |       |    |        |
| 25                                   | Andrew Dodds       | Australia         | NQ          | 25 | 46,91 | NQ | NQ     |
| 26.                                  | Jui-Shu Chen       | Chińskie Tajpej   | NQ          | 26 | 44,48 | NQ | NQ     |

### Solistki
| Poz. | Zawodniczka                | Reprezentacja     | Nota łączna | SP | SP    | FS | FS     |
| ---- | -------------------------- | ----------------- | ----------- | -- | ----- | -- | ------ |
| 1    | Polina Edmunds             | Stany Zjednoczone | 184,02      | 4  | 61,03 | 1  | 122,99 |
| 2    | Satoko Miyahara            | Japonia           | 181,59      | 1  | 64,84 | 2  | 116,75 |
| 3    | Rika Hongo                 | Japonia           | 177,44      | 3  | 61,28 | 3  | 116,16 |
| 4    | Gracie Gold                | Stany Zjednoczone | 176,58      | 2  | 62,67 | 5  | 113,91 |
| 5    | Zijun Li                   | Chiny             | 175,92      | 5  | 60,28 | 4  | 115,64 |
| 6    | Yuka Nagai                 | Japonia           | 168,09      | 7  | 56,94 | 8  | 111,15 |
| 7    | Gabrielle Daleman          | Kanada            | 167,09      | 8  | 55,25 | 6  | 111,84 |
| 8    | Samantha Cesario           | Stany Zjednoczone | 166,76      | 9  | 54,95 | 7  | 111,81 |
| 9    | Park So-youn               | Korea Południowa  | 163,75      | 10 | 53,47 | 9  | 110,28 |
| 10   | Alaine Chartrand           | Kanada            | 161,22      | 6  | 58,50 | 10 | 102,72 |
| 11   | Kim Hae-jin                | Korea Południowa  | 147,30      | 11 | 51,41 | 12 | 95,89  |
| 12   | Kailani Craine             | Australia         | 142,16      | 12 | 47,91 | 13 | 94,25  |
| 13   | Chea Song-joo              | Korea Południowa  | 139,09      | 15 | 42,16 | 11 | 96,93  |
| 14   | Veronik Mallet             | Kanada            | 130,15      | 13 | 42,92 | 14 | 87,23  |
| 15   | Melissa Bulanhagui         | Filipiny          | 126,32      | 16 | 41,67 | 15 | 84,65  |
| 16   | Alisson Krystle Perticheto | Filipiny          | 115,87      | 17 | 41,63 | 16 | 74,24  |
| 17   | Brooklee Han               | Australia         | 114,02      | 18 | 40,68 | 17 | 73,34  |
| 18   | Isadora Williams           | Brazylia          | 113,96      | 14 | 42,68 | 18 | 71,28  |
| 19   | Reyna Hamui                | Meksyk            | 105,94      | 19 | 39,93 | 19 | 66,01  |

### Pary sportowe
| Poz. | Zawodnicy                               | Reprezentacja     | Nota łączna | SP | SP    | FS | FS     |
| ---- | --------------------------------------- | ----------------- | ----------- | -- | ----- | -- | ------ |
| 1    | Meagan Duhamel / Eric Radford           | Kanada            | 219,48      | 1  | 75,67 | 1  | 143,81 |
| 2    | Peng Cheng / Zhang Hao                  | Chiny             | 201,45      | 2  | 69,81 | 3  | 131,64 |
| 3    | Pang Qing / Tong Jian                   | Chiny             | 199,99      | 4  | 66,87 | 2  | 133,12 |
| 4    | Sui Wenjing / Han Cong                  | Chiny             | 198,88      | 3  | 69,19 | 4  | 129,69 |
| 5    | Alexa Scimeca / Chris Knierim           | Stany Zjednoczone | 187,98      | 5  | 63,54 | 5  | 124,44 |
| 6    | Lubow Iluszeczkina / Dylan Moscovitch   | Kanada            | 173,50      | 6  | 60,13 | 6  | 113,37 |
| 7    | Haven Denney / Brandon Frazier          | Stany Zjednoczone | 167,57      | 9  | 56,98 | 7  | 110,59 |
| 8    | Tarah Kayne / Daniel O’Shea             | Stany Zjednoczone | 166,67      | 8  | 57,91 | 8  | 108,76 |
| 9    | Kirsten Moore-Towers / Michael Marinaro | Kanada            | 160,70      | 7  | 59,30 | 9  | 101,40 |
| 10   | Narumi Takahashi / Ryuichi Kihara       | Japonia           | 132,84      | 10 | 45,63 | 10 | 87,21  |

### Pary taneczne
| Poz. | Zawodnicy                         | Reprezentacja     | Nota łączna | SD | SD    | FD  | FD     |
| ---- | --------------------------------- | ----------------- | ----------- | -- | ----- | --- | ------ |
| 1    | Kaitlyn Weaver / Andrew Poje      | Kanada            | 177,46      | 3  | 68,31 | 1   | 109,15 |
| 2    | Madison Chock / Evan Bates        | Stany Zjednoczone | 176,18      | 1  | 70,38 | 2   | 105,80 |
| 3    | Maia Shibutani / Alex Shibutani   | Stany Zjednoczone | 170,79      | 2  | 69,65 | 3   | 101,14 |
| 4    | Piper Gilles / Paul Poirier       | Kanada            | 162,25      | 4  | 63,45 | 4   | 98,80  |
| 5    | Kaitlin Hawayek / Jean-Luc Baker  | Stany Zjednoczone | 149,98      | 6  | 58,31 | 5   | 91,67  |
| 6    | Alexandra Paul / Mitchell Islam   | Kanada            | 149,92      | 5  | 61,34 | 6   | 88,58  |
| 7    | Wang Shiyue / Liu Xinyu           | Chiny             | 130,95      | 7  | 48,71 | 7   | 82,24  |
| 8    | Emi Hirai / Marien de la Asuncion | Japonia           | 122,67      | 8  | 47,80 | 8   | 74,87  |
| 9    | Rebeka Kim / Kiriłł Minow         | Korea Południowa  | 120,76      | 9  | 46,54 | 9   | 74,22  |
| 10   | Zhao Yue / Zheng Xun              | Chiny             | 115,12      | 10 | 43,59 | 10  | 71,53  |
| 11   | Pilar Maekawa / Leonardo Maekawa  | Meksyk            | 106,27      | 12 | 40,86 | 11  | 65,41  |
| 12   | Karina Uzurowa / Iljas Ali        | Kazachstan        | 102,54      | 13 | 39,84 | 12  | 62,70  |
| WD   | Zhang Yiyi / Wu Nan               | Chiny             | DNF         | 11 | 42,54 | DNF | DNF    |